# Catarina Ligendza
Catarina Ligendza, geborene Catarina Beyron, (* 18. Oktober 1937 in Stockholm) ist eine schwedische Opernsängerin.

## Leben und Wirken

### Ausbildung
Catarina Ligendza ist die Tochter der Opernsängerin Brita Hertzberg und des Heldentenors Einar Beyron. Sie studierte zunächst an der Wiener Musikakademie, danach von 1959 bis 1963 bei Henriette Klink-Schneider am Bayerischen Staatskonservatorium für Musik in Würzburg und schließlich bei Josef Greindl an der Hochschule für Musik in Saarbrücken.  

### Bühnenlaufbahn
Ligendza debütierte 1963  als Gräfin Almaviva in Mozarts Oper  Le nozze di Figaro in Linz und ging 1964 nach Braunschweig. 1965 bis 1969 war sie im Opernensemble des Stadttheaters Saarbrücken (jetzt Saarländisches Staatstheater), wo sie unter anderem die Elsa im Lohengrin, die Marschallin in Der Rosenkavalier, Desdemona in Othello, Arabella und alle Brünnhilden in Wagners Der Ring des Nibelungen sang. 
Von 1969 bis 1987 war sie Ensemblemitglied an der Deutschen Oper Berlin und an der Stuttgarter Staatsoper. Dort sang sie Ariadne, Agathe, Chrysothemis, Elsa, Amelia in Ein Maskenball, Leonore in Fidelio, die Brünnhilden und Isolde, sowie die Iphigenie in Iphigenie auf Tauris von Christoph Willibald Gluck, in der Regie von Achim Freyer. Sie gastierte zudem in Hamburg, München und an der Wiener Staatsoper und sang dort die Leonore in Fidelio, die Brünnhilden, Isolde, Ariadne, Lisa in Pique Dame und Elsa u. a. mit Plácido Domingo als Lohengrin.
1970 und 1982 engagierte sie Herbert von Karajan zu den Salzburger Osterfestspielen, wo sie 3. Norn in Götterdämmerung und die Fidelio-Leonore, sang, sowie 1982 die Senta im Fliegenden Holländer. 
1971 gastierte sie an der Met in New York als Leonore in Fidelio und in London am Royal Opera House Covent Garden als Senta im Fliegenden Holländer. An der Mailänder Scala trat sie 1972 als Arabella und 1978 als Isolde in der Inszenierung von Wolfgang Wagner mit dem Dirigenten Carlos Kleiber auf.
Als Wagnersängerin profilierte sich Ligendza unter anderem bei den Bayreuther Festspielen, wo sie 1971 bis 1973 die Brünnhilde im Ring des Nibelungen unter dem Dirigenten Horst Stein in der Inszenierung von Wolfgang Wagner sang. 1974 bis 1977 war sie bei den Bayreuther Festspielen die Isolde in August Everdings Inszenierung von Tristan und Isolde unter der musikalischen Leitung von Carlos Kleiber. Weiters sang sie in Bayreuth 1987 als Elsa in der Premiere von Lohengrin in der Regie von Werner Herzog und sang dann die Isolde in der Inszenierung von Jean-Pierre Ponnelle unter der Leitung von Daniel Barenboim.
Von 1984 bis 1987 war sie an der Frankfurter Oper die Brünnhilde in der Ring-Inszenierung von Ruth Berghaus unter der Leitung von Michael Gielen. Die Brünnhilde sang sie im selben Jahr in Yokohama und Toky in der japanischen Erstaufführung des Ring des Nibelungen  (Regie: Götz Friedrich) unter dem Dirigenten Jesus Lopez-Cobos.
Ligendza war eine Singschauspielerin, für sie war die schauspielerische Verkörperung einer Rolle ebenso wichtig, wie die gesangliche Darstellung. Opernaufnahmen im Studio empfand sie als unbefriedigend, weil das gesamte Bühnengeschehen fehlte, deshalb nahm sie so gut wie keine Opern auf Schallplatte auf. Zu den Ausnahmen zählt eine Aufnahme der Meistersinger von Nürnberg aus dem Jahr 1976, in der sie die Partie der Eva sang und die von Eugen Jochum geleitet wurde. Sie wirkte jedoch in mehreren Opernfilmen mit: als Senta in der Verfilmung des Fliegenden Holländer mit dem Regisseur Václav Kašlík und mit Wolfgang Sawallisch als Dirigent. Als Elsa in einer Liveübertragung des Fernsehens von der Bayerischen Staatsoper, in der Lohengrin-Inszenierung von August Everding mit Ernst Fuchs als Bühnenbildner und dem Dirigenten Wolfgang Sawallisch. Als Agathe im Freischütz in einer Produktion der Stuttgarter Staatsoper in der Regie von Achim Freyer und dem Dirigenten Dennis Russell Davies, sowie die Chrysothemis in Elektra in einer Produktion von Unitel in der Regie von Götz Friedrich mit dem Dirigenten Karl Böhm.
Ligendza arbeitete unter anderem mit Dirigenten wie Carlos Kleiber, Herbert von Karajan, Daniel Barenboim, Lorin Maazel, Michael Gielen, Wolfgang Sawallisch, Otmar Suitner, Karl Böhm, Eugen Jochum und Horst Stein, sowie den Regisseuren Achim Freyer, Götz Friedrich, Herbert Wernicke, Ruth Berghaus, Jean-Pierre Ponnelle, Kurt Horres, Wolfgang Wagner, August Everding.
1988 entschloss sich Catarina Ligendza, ihre Laufbahn als Opernsängerin auf dem Höhepunkt ihrer Karriere zu beenden.

### Privates
Ligendza ist mit dem deutschen Oboisten und Dirigenten Peter Ligendza verheiratet, mit dem sie auch in gemeinsamen Konzerten und Rundfunkaufnahmen zusammenarbeitete.

## Diskografie (Auswahl)
- Richard Wagner Götterdämmerung (Gutrune), Dirigent: Herbert von Karajan (Deutsche Grammophon; 1968)
- Richard Wagner Tristan und Isolde (Isolde), Dirigent: Carlos Kleiber (Golden Melodram; 1974)
- Richard Wagner Die Meistersinger von Nürnberg (Eva), Dirigent: Eugen Jochum (Deutsche Grammophon, 1976)
- Richard Wagner Der Fliegende Holländer (Senta). Dirigent: Wolfgang Sawallisch (DVD, Deutsche Grammophon; 1976)

## Auszeichnungen
- Ernennung zur Berliner Kammersängerin
- Ernennung zur Württembergischen Kammersängerin
- Ehrenmitglied der Stuttgarter Staatsoper
- 1975: Berufung in die Königlich Schwedische Musikakademie[1]
- 2004: Verleihung des Ordens Litteris et Artibus durch König Carl XVI. Gustaf[2]